# Vilanova del Camí
Vilanova del Camí es un municipio español situado en la comarca de l'Anoia, en la provincia de Barcelona, Cataluña. Tiene una población de 12 649 habitantes y una extensión de 10,54 km². La mayor parte de la población está concentrada en el mismo municipio, aunque también existen núcleos separados: Can Titó y Els Moletons.

## Historia
Vilanova del Camí tiene una historia reciente. La unificación de los dos núcleos de población que originaron el municipio de Vilanova del Camí no se produjo hasta finales de 1830.
Cuando hablamos de los inicios del municipio tenemos que hablar de dos poblaciones diferentes: Quadra de Vilanova, que jurisdiccionalmente pertenecía a Montbui, y el otro, el de Vilanova del Camí, que era de los Claramunt.
Las primeras casas se construyeron junto a un centro fortificado que actuaba de torre de avanzada del castillo de Claramunt, punto de mira sobre Igualada, villa con condominio real que representaba un enemigo de los intereses feudales.
Este castillo o casa fortificada es citada documentalmente en 1206, aunque la primera vez que encontramos mencionado el nombre de Vilanova del Camí es en un documento del siglo XIV (1324). En este mismo siglo conocemos la existencia de una comunidad judía y tenemos las primeras referencias de la iglesia de San Hilario.
A partir del siglo XVIII, pasadas las penurias de la guerra y las epidemias de los siglos posteriores, la población de Vilanova del Camí inició un crecimiento. Nuestra economía, que siempre había estado basada en la agricultura, se vio diversificada con la construcción de molinos.
Durante el siglo XVIII, Vilanova del Camí obtiene dos independencias: la primera, la jurisdiccional, en 1727, cuando el duque de Medinaceli le otorga la segregación de La Pobla de Claramunt y se crea un municipio independiente, por otro, la eclesiástica, en 1779, cuando la iglesia de San Hilario pasa a ser parroquial y deja de ser sufragánea de la Pobla.
La crisis industrial igualadina -la industria fue otra de las bases económicas de Vilanova- influyó en la caída demográfica que situó la población de Vilanova, a principios del siglo XIX, en la raya de los 450 habitantes. Esta evolución demográfica manifiesta una vez más la dependencia del municipio hacia las industrias igualadinas. Esta tendencia se empezará a romper a finales de siglo con la llegada del tren, que comportará la instalación de yeseras y tejerías junto al ferrocarril.
La evolución del siglo XX irá también a remolque de Igualada. Las necesidades de la nueva industria del género de punto comportaron una fuerte inmigración que en los años 60 y 70 encontró en los terrenos de Vilanova un suelo barato para hacer sus viviendas. En 1950 encontramos 656 habitantes, mientras que en 1998 la población sobrepasa los 10 000. La población experimentó pues un crecimiento espectacular, y eso supuso en un principio el desarrollo de nuevos barrios que la mayoría de veces carecían de la más mínima infraestructura.
Con la llegada del estado de derecho, desde el Ayuntamiento se emprendieron las medidas pertinentes para que el municipio dejara de ser un barrio dormitorio de Igualada y pasara a tener una personalidad propia, dotando Vilanova de todos los servicios necesarios, desde la construcción de alcantarillado y plazas públicas en la edificación del mercado cubierto, la biblioteca, el ambulatorio, el edificio de entidades, el polideportivo y las piscinas de Can Titó, etc.

### La Vilanova actual
Vilanova del Camí emprende al inicio del nuevo milenio un nuevo reto de futuro basado en tres ámbitos: el crecimiento urbanístico sostenible, el desarrollo cultural a través del centro polivalente de Can Papasseit y la recuperación medioambiental, con la puesta en marcha de un proyecto pionero denominado "Defensa del río Noya", que reformó toda la zona del río y la convirtió en un espacio destinado al ocio y al deporte del que disfrutan los vilanovinos y vilanovinas pero también los vecinos de la Cuenca de Ódena , especialmente los que comparten fachada con el río.
La Llei de Barris, 2007-2011, supuso para Vilanova del Camí una oportunidad histórica que el municipio no ha dejado escapar. Un impulso social, económico y urbano de dos núcleos vitales para la comunidad, el Camp del Rei y el casco antiguo. El esfuerzo conjunto de la Generalidad y de la propia administración local, que han invertido 8 millones de euros, ha permitido entre otras acciones, la urbanización del corazón de la ciudad: la plaza de la iglesia, y las calles Onze de Setembre, Jacint Verdaguer y Santa Lucía y ahora también la calle Major, que debe convertirse en un eje comercial.
El crecimiento económico del municipio pasa, en buena parte, por la oferta de suelo industrial del municipio. Construido por el INCASOL en el año 2009, el polígono Riera de Castellolí, supuso la creación de 31 nuevas hectáreas de suelo industrial en el municipio que se suman a las 37 del polígono Pla de Rigat.
En 2009 y 2010, gracias a la inversión que el Gobierno Central hizo en Vilanova del Camí a través del Fondo Estatal para el Empleo y la Sostenibilidad Local, el municipio experimentó unas mejoras muy importantes. Más de dos millones de euros que sirvieron para urbanizar la calle Santa Lucía, el de San Isidro y la plaza del barrio de La Luna y la plaza de los Miquelets. Las ayudas del gobierno central sirvieron también para construir el centro cívico del barrio La Paz y el almacén de la brigada municipal.
Debido a diversas inversiones de carácter innovador, en el año 2010, el Ministerio de Innovación y Ciencia del Gobierno de España distinguió con el título de "Ciudad de la ciencia y la innovación" al municipio de Vilanova del Camí, siendo una de las 10 ciudades de menos de 20 000 habitantes de España distinguidas con tal premio.[cita requerida]

## Demografía
Vilanova del Camí cuenta con una población de 12 844 habitantes (INE 2024).
| Gráfica de evolución demográfica de Vilanova del Camí entre 1842 y 2021                                               |
| |
| Población de derecho según los censos de población del INE. Población de hecho según los censos de población del INE. |

## Ferias y fiestas
Las actividades festivas más destacadas son las siguientes:
- Cabalgata de Reyes (5 de enero)
- Feria de Sant Hilario, la Feria del Camino Real (13 de enero)
- Carnaval (febrero / marzo)
- Día de Sant Jordi (23 de abril)
- Fiestas del barrio de San Nicolás (segunda o tercera semana de mayo)
- Semana de las Personas Mayores (del 14 al 20 de mayo)
- Semana de la Diversidad (del 14 al 18 de mayo)
- Semana de la Juventud (del 27 de mayo al 2 de junio)
- Semana Cultural de Vilanova (del 11 al 17 de junio)
- Verbena de San Juan (23 y 24 de junio)
- Fiestas del Barrio de la Paz (primera semana de julio)
- Fiestas del Campo del Rey (segunda semana de julio)
- Encuentro de Gigantes de grupos de toda Cataluña (coincide con la Fiesta Mayor)
- Fiesta Mayor (del 6 al 11 de septiembre)
- Muestra del Comercio y la Industria (septiembre)
- Maratón de recogida de juguetes de Cruz Roja Noya (22 de diciembre)
- Salón de la Infancia (última semana de diciembre)

## Equipamientos

### Centros Culturales
- Centro polivalente de Can Papasseit

Centro polivalente creado para representar obras de teatro, danza, etc. Cuenta con una biblioteca en el primer piso. En la planta baja, encontramos una sala de actos, exposiciones y un bar-restaurante.
- Rovy Espacio Cultural

Edificio que diversas asociaciones del municipio utilizan como punto de encuentro. Existen diversos proyectos para recuperar este gran espacio.
- Biblioteca
- Centro Cívico del Barrio de la Paz
- Espacio de juventud "jove"
- Sala de exposiciones
- Salas de formación

### Centros Educativos
Guarderías
- Guardería Xiroi
- Guardería municipal El Molinet
- Guardería municipal la Baldufa
- Centre Obert y Ludoteca El Cireret

Centros de Educación Infantil y Primaria
- CEIP Marta Mata
- CEIP Joan Maragall
- CEIP Pompeu Fabra

Centros de educación secundaria
- Instituto Pla de les Moreres

### Lugares de Culto
- Iglesia de San Hilario

### Centros Deportivos
- Campo de fútbol y complejo polideportivo de Can Titó

El complejo cuenta con un polideportivo cubierto con gimnasio en su interior. También cuenta con las piscinas municipales de verano, el campo de fútbol municipal con césped artificial y pistas polideportivas en el exterior con pistas de tenis. Se pretende ampliar el complejo con la construcción de piscinas cubiertas.
- Campo de fútbol del barrio de La Paz

- Pistas naturales de BTT y trekking

### Gente Mayor
- Casal de la tercera edad
- Casal de abuelos
- Residencia de ancianos y centro de día AMMA Vilanova  (enlace roto disponible en Internet Archive; véase el historial, la primera versión y la última).

### Sanidad
- Centro de Asistencia Primaria

### Otros Centros Institucionales
- Edificio del INEM (OTG)
- Edificio de Entidades
- Juzgado de Paz y Registro Civil

## Medios de Comunicación
- Boletín mensual "Vilanova informació".
- Televisión Vilanova (analógica sin concesión TDT).
- Radio Nova (Frecuencia 107.7 de la FM). La fórmula música utilizada es "Super Nova":

Web principal de la emisora: www.radionova.cat
Web de emisiones en línea: www.dequeparlem.net (las 24h del día).
Los inicios de Radio Nova, se remontan a la mitad de la década de los 80, cuando un grupo de jóvenes del Casal de Jóvenes inauguraron una pequeña emisora de radio en el segundo piso del Ayuntamiento.
Desde entonces y hasta el momento, con la ayuda de trabajadores y colaboradores y el respaldo y apoyo del Ayuntamiento de Vilanova del Camí, la historia de la número 100 de las emisoras municipales de Cataluña no ha parado.
Ha sido la escuela de radio de muchos profesionales del medio en la actualidad, voz y referencia de las informaciones y noticias de Vilanova del Camí y comarca de Noya.